# أنواع المغالطات
عند طرح حجة منطقية، فإن المغالطة هي تبرير يمكن تقييمه بأنه غير صائب منطقيا والذي يضعف من الصحة المنطقية للحجة ويسمح بالتعرف عليها بأنها غير صحيحة. بغض النظر عن صحتها، يمكن لكل طرق وأنواع الكلام أن تؤدي إلى مغالطات منطقية.
بسبب تنوع هيكلها وتطبيقها، فمن الصعب تصنيف المغالطات بطريقة ترضي كل الأطراف. يمكن تصنيف المغالطات بصرامة سواء بناء على هيكلها أو محتواها، مثل تصنيفها كمغالطات صورية أو مغالطات غير صورية. يمكن تقسيم المغالطات غير الصورية أيضا إلى أقسام مثل لغوية، والارتباط بالحذف، والارتباط بالإقحام، والارتباط من خلال الافتراض. على الجانب الآخر، يمكن تقسيم المغالطات بناء على الطريقة التي تحدث بها، مثل المغالطة المادية أو المغالطة اللفظية ومن جديد المغالطات الصورية. بدورها، يمكن وضع المغالطات المادية أيضا في تقسيم عام من المغالطات غير الصورية، بينما يمكن وضع المغالطات الصورية في قسم المغالطات المنطقية الأكثر دقة. إلا أنه يمكن وضع المغالطات اللفظية سواء في التصنيف غير الصوري أو الاختزالي.

## المغالطات الصورية
المغالطة الصورية هي مغالطة يمكن ملاحظتها في تكوين حجة المتكلم.
- الاستناد على احتمالية الوقوع: اعتبار الحجة سليمة لأنها ممكنة الحدوث.[4][5]
- مغالطة المغالطة: الافتراض بأنه إذا كانت حجة افتراض ما خاطئة، فلا بد من كون الافتراض خاطئا.[6]
- مغالطة معدل الأساس: افتراض حجة محتملة بناء على احتمال شرطي، دون الأخذ في الاعتبار الاحتمالات المسبقة.[7]
- مغالطة التزامن: افتراض أن تزامن نتيجة ما مع عدة حالات أكثر احتمالية من تزامنها مع حالة واحدة.[8]
- مغالطة الرجل المقنع: نفي تطابق شيئين لاختلاف صفة ما فيهما.[9]

### المغالطات الافتراضية
المغالطة الافتراضية هي خطأ في الحجة تتكون من افتراضات مركبة. أنواع المغالطات الافتراضية هي:
- مغالطة تأكيد الانفصال: هي مغالطة تكون في أستنتاج وجوب وجود جزء خاطيء بسبب وجود جزء صحيح.[10]
- مغالطة تأكيد النتيجة: هي عملية أخذ عبارة حقيقية واستنتاج عكسها بصورة باطلة.[10]
- نفي المقدمات: هي الاستناد على صحة قول ما كدليل على صحة معكوسه.[10]

### المغالطات الكمية
المغالطات الكمية هي خطأ في الحجة عندما تكون أجزاء المقدمة متعاكسة مع أجزاء الاستنتاج. أنواع المغالطات الكمية هي:
- مغالطة وجودية: مغالطة لها مقدمة عالمية (عامة) واستنتاج محدد.[11]

### مغالطات القياس الصورية
- استنتاج توكيدي من مقدمات نافية: هي مغالطة منطقية ترتكب في حالة وجود قياس اقتراني حملي يتركب من مقدمتين نافيتين تفضيان إلى استنتاج إيجابي.[11]
- مغالطة المقدمات البحتة: هي مغالطة قياسية مرتبطة بالقياس القاطع لما هو باطل لأن كلا المقدمات تكون سلبية.[11]
- مغالطة الشروط الأربعة: هي مغالطة صورية تحدث عندما يكون للقياس أربعة شروط (أو أكثر) بدلا من الثلاثة شروط الرئيسية.[12]
- قياس باطل: هو مغالطة صورية مرتبطة بالقياس القاطع لما هو باطل (غير صحيح)، لأن المصطلح الرئيسي غير موزع في الافتراض الرئيسي ولكنه موزع في الاستنتاج.[11]
- مغالطة الوسط غير المستغرق: هي مغالطة صورية تُرتكب عندما لا يستغرق الحد الأوسط في القياس الحملي في المقدمة الصغرى أو المقدمة الكبرى. إنها بالتالي مغالطة قياسية.[13]

## المغالطات غير الصورية
المغالطات غير الصورية هي مغالطات باطلة لأسباب أخرى لا تتعلق بالتركيب، وعادة ما تتطلب فحصا لمحتوى الحجة.
- توسل بالوسط: هي مغالطة غير صورية تؤكد على أن الحقيقة توجد في الحل الوسط بين موقفين متعارضين.[14]
- مغالطة الاستمرارية: هي الحجة القائلة بأنَّه لا يمكن اعتبار حالتين متمايزتين لأنَّه يوجد بينهما سلسلة متصلة ومستمرة من الحالات.[15]
- ارتباط ملغى: نوع من الحجة التي تحاول إعادة تعريف قرين في علاقة ارتباط حصرية مع آخر بحيث يشتمل أحدهما على الآخر؛ أي باستبعاد أحد الاحتمالين.[16]
- تشكيك من خلال صعوبة الفهم: تحدث هذه المُغالطة عِندما يتم اعتبار ظاهرة ما غير صحيحة، بالإستدلال بأنها تُنافي العقل، أو انه لا يمكن تخيلها على هذا النحو.[17]
- مغالطة العد المزدوج: هي مغالطة تحدث عند حساب الأحداث أو الحالات في علم الاحتمال أو في أيّ مجال آخر، فيحسب من يقوم بالعمليّات الحسابيّة الأحداثَ مرّتين أو أكثر، مما يؤدّي إلى عدد خاطئ من الأحداث أو الحالات يكون أكبر من النتيجة الحقيقية.[18]
- التباس لفظي: استخدام لفظ أو تعبير بعدة معانٍ في الحجة مما يؤدي إلى نتيجة زائفة.[19]
  - مغالطة الشروط الأربعة: تحدث عندما يكون للقياس أربعة شروط (أو أكثر) بدلا من الثلاثة شروط الرئيسية.[20]
  - مغالطة النبرة: عندما يتم تغيير معنى الجملة من خلال تغيير نبرة الحديث أو إيقاعه بطريقة غير مألوفة.[21]
- مغالطة بيئية: هي مغالطة في في تفسير البيانات الإحصائية والتي تحصل عندما يتم استنتاج الاستدلالات حول طبيعة الأفراد من خلال الاستدلالات حول المجموعة التي ينتمي إليها هؤلاء الأفراد.[1]
- مغالطة التأثيل: تنصّ على وجوب أن يشابه المعنى الحاليّ للكلمة أو العبارة معناها التاريخي.[22][23]
- مغالطة التركيب: حين يُعتقد بأن ما يصدق على أفراد فئة ما، أو أجزاء كل ما، يصدق أيضاً على الفئة (معتبرة كوحدة واحدة) أو على الكل بوصفه كلا، مع عدم وجود تبرير منطقي لهذه النقلة.[24]
- مغالطة التفكيك: حين يستدل شخص بأن ماهو صحيح بالنسبة للكل، فهو صحيح بالنسبة لجميع الأجزاء، وبدون تقديم مسوغات لهذا الاستدلال.[25]
- إسناد زائف: يشير عمومًا إلى الإسناد الخاطئ، حينما تُسند الاقتباسات أو الأعمال إلى الشخص أو المجموعة الخطأ، وذلك إمَّا عمدًا أو بناءً على معلومات مغلوطة.[26]
  - اقتباس من خارج السياق: مغالطة تُزال فيها القطعة من المادة النصية المحيطة بها بطريقة تشوه المعنى الأصلي للنص.[27]
- توسل بالمرجعية: مغالطة يُستخدم فيها دعم مرجعية ما كدليل على استنتاج الحجة.
- مأزق مفتعل: مغالطة يتم ارتكابها عند إيهام الطرف الآخر بأنه لايمكن بناء الحجة إلا على افتراض خيارين لا أكثر، أحدهما واضح البطلان لدفعه إلى تبني الخيار الآخر.[28]
- مغالطة التكافؤ الكاذب: حينما يتم المقارنة بين نقيضين أو حالتين مختلفتين من أجل إثبات حقيقة ما بشكل خاطئ، وفيها يظهر شيئان متناقضان كليا متكافئين منطقيا.[29]
- مغالطة ماك نامارا: إتخاذ القرار بُناءاً علي ملاحظات أو مدخلات كمية فقط أو تلك التي يمكن قياسها وتجاهل أي مُدخلات أخرى.[30]
- مغالطة أخلاقية: افتراض أن جانب الطبيعة الذي يملك عواقب غير سارة اجتماعياً غير موجود.[31]
- مغالطة تحريك المرمى: تعبير عن التغيير في هدف العملية أو المنافسة ومغزاها والذي يحدث والمنافسة مازالت مستمرة.
- الإثبات بالتأكيد: مغالطة يتم فيها تكرار المقترح بشكل متواصل بغضّ النظر عن التناقض.
- نظرية المرجعية المباشرة: نظرية لغوية تنص على أن معنى كلمة أو تعبير ما يكمن فيما تشير إليه هذه الكلمة أو هذا التعبير في العالم المحيط.[32]
- مغالطة التجسيم: مغالطة التباس تحدث عندما يتم التعامل مع أمر مجرد (معتقد مجرد أو فرضية مجردة) كما لو كان شيئا حقيقيًا ملموسًا أو كيانًا ماديًا.[33]
- منحدر زلق: حينما يُعتقد بأن فعلاً ما، سوف يجر وراءه سلسلة محتومة من العواقب التي تنتهي بنتيجة كارثية.[34]
- التماس خاص: نوع من المغالطات يتمثل بمحاولة الاستشهاد بحادثة أو قضية ما باعتبارها استثناءً عن القاعدة المقبولة عموماً أو المبادئ المعروفة وغيرها، بدون تبرير هذا الاستثناء.[35]

### مقدمة باطلة
- مصادرة على مطلوب: أن يكون المطلوب وبعض مقدماته شيئا واحدا، وذلك ضرب من المغالطة.[36][37][38][39]
- استدلال دائري: مغالطة منطقية يبدأ فيها الاستدلال بما يحاول استنتاجه.[40]
- سؤال ملغوم: هو سؤال يحتوي على افتراض خلافي أو غير مبرر (على سبيل المثال: افتراض مسبق بالذنب).

### تعميمات خاطئة
- مغالطة الحادث: حجة سليمة بشكل استنباطي ولكنها حجة غير سليمة تحصل في القياس المنطقي الإحصائي (حجة مبينة على تعميم) عندما يحصل تجاهل لاستثناء لقاعدة الإبهام.[41]
  - مغالطة الاسكتلندي غير الحقيقي: حاول المتحدث من خلالها حماية التعميم الشامل من الأمثلة المتعارضة عن طريق تغيير التعريف بطريقة مخصصة لنفي المثال المضاد.[42]
- التقاطية: هي الإشارة إلى حالات فردية من البيانات التي يبدو عليها تأكيد رؤية ما، مع تجاهل جزء كبير من الحالات أو البيانات التي تعارض هذه الرؤية.[43]
  - انحياز البقاء: مغالطة المنطِق بالتركيز على الأشخاص أو الأشياء التي «نَجَت» من عملية ما والتغاضي سهوًا عن التي لم تنجُ بسبب قِلَّة وضوحها.[44]
- الحجة من القياس: هي نوع خاص من الحجة الاستقرائية إذ يتم استخدام أوجه التشابه المتصورة كأساس لاستنتاج بعض التشابه الذي لم يتم ملاحظته بعد.[45]
- دليل متناقل: هو دليل مبني على القصص: أدلّة مُجَمّعة بطريقة غير رسميّة أو غير نظاميّة وتعتمد بشكلٍ كبير أو حتّى بشكلٍ كلّي على الشهادة الشخصيّة.[46]
- استثناء شامل: هو تعميم صحيح، ولكنّه يتضمّن صفة واحدة أو أكثر (استثناء) تلغي العديد من الحالات التي ينطوي عليها التعميم.

### مغالطات الارتباط
- مناشدة الحجر: تتضمن قيام شخصٍ ما برفض فكرة أو حقيقة ما واعتبارها باطلة بدون أن يقدم هذ الشخص أي دليل على بطلان الفكرة المقصودة.[47]
- احتكام إلى الجهل: مغالطة غير صورية، تؤكد صحة افتراض ما إذا لم يُثبت أنه خاطئ، والعكس صحيح، أي أن الاقتراح خاطئ إذا لم يثبت أنه صحيح.[48]
- تشكيك من خلال صعوبة الفهم: تحدث هذه المُغالطة عِندما يتم اعتبار ظاهرة ما غير صحيحة، بالإستدلال بأنها تُنافي العقل، أو انه لا يمكن تخيلها على هذا النحو.
- الحجة من السكوت: التعبير عن استنتاج يستند إلى عدم وجود بيانات في الوثائق التاريخية بدلاً من وجودها.[49]
- تجاهل المطلوب: مغالطة يتم ارتكابها حين يتم تجاهل النتيجة المُراد إثباتها، بتقديم مقدمات منطقية تؤدي إلى إثبات نتيجة أخرى.

#### مغالطات الرنجة الحمراء
الرنجة الحمراء هي مغالطة منطقية تتمثل بعرض بينات أو موضوعات أو أسباب جاذبة خارجة عن الموضوع لتشتيت انتباه الطرف (أو الاطراف) الآخر عن الموضوع الأصلي.
- شخصنة: مهاجمة المتحدث شخصيا بدلا من مناقشة الحجة.
  - تسميم البئر: تحدث حينما يتم الإفصاح عن معلومات غير مرغوب فيها (سواء كانت المعلومات صحيحة أو خاطئة) عن الشخص الآخر بغرض تشويه سمعة ماقد يقوله لاحقا.[51]
  - مغالطة الدافع: نمط من الحجج يلجأ فيه الشخص إلى التشكيك في صحة أمر أو قول ما بناءً على الدوافع التي قد يحملها مُقدِّم هذا الأمر أو القول. يمكن اعتباره حالة خاصة لمغالطة الشخصنة الظرفية.[52]
  - مغالطة لهجة الشرطة: تحدث عندما تتمُّ محاولة الانتقاص من صحة حديث أو موضوع معين أو انتقاده من خلال مهاجمة اللهجة أو نغمة الحديث بدلاً من النقد الحقيقي للموضوع الأساسي نفسه.[53]
  - مغالطة الناقد الخائن: تتّسم هذه المغالطة بنسب سبب النقد إلى العلاقة التبعيّة المعتقدة عن الناقد بدلاً من التعامل مع النقد بحدّ ذاته، وهذا ما يجعلها قريبة من مغالطة القدح الشخصيّ.[54]
- توسل بالمرجعية: يُستخدم فيها دعم مرجعية ما كدليل على استنتاج الحجة.
  - احتكام إلى الإنجاز: هي نوع من مغالطات المنشأ عندما يتحدى شخص [س] أطروحة الشخص [ص] لأن الشخص [ص] لم يحقق إنجازات شبيهة أو لم يحقق كمية إنجازات مماثلة لما حققه الشخص [ع] أو الشخص [س].[55][56]
- توسل بالنتيجة: تحصل حينما يتم تقييم صحة الدعوى من خطئها من خلال النتيجة التي تؤدي إليها الدعوى لا من خلال إثبات منطقي لصحة الدعوى.[57]
- توسل بالعاطفة: تحصل حينما يتم إثارة مشاعر المتلقي لكي يتم قبول دعوى معينة.
  - توسل بالخوف: حصل حينما يُعتقد بأن مجرد وجود التخويف أو التهديد في سياق الدعوى، فهذا يجعلها مقبولة.[58]
  - توسل بالإطراء: حصل حينما يُعتقد بأن مجرد إطراء شخص آخر فهذا تلقائياً يجعل الدعوى التالية للإطراء مقبولة.[59]
  - توسل بالشفقة: حدث حينما يريد أحدهم أن تحظى حجته أو فكرته بدعم الجمهور عن طريق استغلال إحساس الناس بالشفقة أو بالذنب.[60][61]
  - توسل بالاستهزاء: تتمثل في اعتبار حجة المنافس سخيفة أو تافهة أو مضحكة، وبالتالي غير جديرة بالاعتبار الجديّ.[62]
  - احتكام إلى الحقد: مغالطة يحاول فيها الشخص جرّ النقاش لصالحه عن طريق استغلال مشاعر الحقد أو الشماتة أو الوجع الموجودة بالأصل عند المُتلقّين.[63][64]
  - تفكير رغبوي: تكوين الاعتقادات واتخاذ القرارات القائمة على رغبات الفرد بتمني ما يريده عوضًا عن التفكير الذي يستند إلى الأدلة أو العقلانية أو الواقعية.[65]